# Edge of the Earth (album)
Edge of the Earth – drugi album studyjny brytyjskiej grupy muzycznej Sylosis. Został wydany 11 marca 2011 roku przez wytwórnię płytową Nuclear Blast.

## Lista utworów
1. "Procession" – 6:45
2. "Sands of Time" – 5:07
3. "Empyreal (Part 1)" – 4:51
4. "Empyreal (Part 2)" – 1:06
5. "A Serpent's Tongue" – 5:23
6. "Awakening" – 3:58
7. "Kingdom of Solitude" – 5:37
8. "Where the Sky Ends" – 3:56
9. "Dystopia" – 5:43
10. "Apparitions" – 7:15
11. "Altered States of Consciousness" – 5:31
12. "Beyond the Resurrected" – 5:09
13. "Eclipsed" – 4:45
14. "From the Edge of the Earth" – 7:37

## Twórcy
- Josh Middleton – gitara, śpiew
- Alex Bailey – gitara
- Carl Parnell – gitara basowa
- Rob Callard – perkusja